# Henry Augustus Pilsbry
Henry Augustus Pilsbry (Iowa City (Iowa), 7 de dezembro de 1862 – Lantana (Flórida), 26 de outubro de 1957) foi um biólogo, malacólogo e carcinólogo. Notabilizou-se pelo seu estudo dos cirrípedes (Cirripedia) e moluscos (Mollusca), em particular dos polyplacophora e dos gastrópodes terrestres. Era considerado a maior autoridade mundial do seu tempo na taxonomia de cirrípedes e caracóis.

## Biografia
Obteve na Universidade de Iowa o grau de BS em 1882.
Trabalhou como jornalista de 1882 a 1887 em Iowa City e em Davenport.
Em 1887 obteve um cargo de assistente na Academia das Ciências Naturais de Filadélfia (Academy of Natural Sciences of Philadelphia ou ANSP), instituição onde foi, de 1885 a 1895, conservador de  conquiliologia. Entre 1889 e 1932 dirigiu a publicação do Manual of Conchology (Manual de Conquiliologia) e a partir de 1897, e até morrer em 1957, foi conservador da Academia.
Fundou em 1889 a revista Nautilus, cuja edição dirigiu até morrer. Foi também fundador e primeiro presidente da American Conchological Society.
Recebeu em 1899 o título de doutor honoris causa da Universidade de Iowa.
Publicou em 1916 The Sessile Barnacles (Cirripedia) Contained in the Collections of the U.S. National Museum; Including a Monograph of the American Species, seguida em 1927 por um estudo dos moluscos recolhidos no Congo Belga, obra editada em colaboração com Joseph Charles Bequaert (1886-1982). Recebeu em 1928 o Prêmio Leidy da ANSP.
Em 1931 foi escolhido para primeiro presidente da American Malacological Union, da qual foi depois nomeado presidente honorário em 1936-1937.
Em 1939 publicou o primeiro volume (o segundo saiu em 1948) da sua obra Land Mollusca of North America (North of Mexico). Em 1940 a Universidade da Pensilvânia também lhe concedeu o título de doutor honoris causa.
Pilsbry é autor de cerca de 3 000 publicações, das quais cerca de 1 200 no seu periódico Nautilus. Descreveu mais de 6 000 novas espécies.